# Volkspartei (Parteityp)
Als Volkspartei bezeichnet man in der deutschen Politikwissenschaft eine Partei, die für Wähler und Mitglieder aller gesellschaftlicher Schichten, Generationen und unterschiedlicher Weltanschauungen im Prinzip offen ist. Dadurch unterscheidet sie sich von anderen Parteitypen wie der Klassen- oder Interessenpartei (Klientelpartei) sowie der Honoratiorenpartei. Der Begriff Volkspartei wurde in diesem Sinne zum ersten Mal vom Politologen Dolf Sternberger verwendet.
Nach Dieter Nohlen ist Volkspartei (Stand 2010) „eine Selbstbezeichnung von Großparteien wie der SPD, CDU und CSU, die durch Ausweitung ihrer Wählerbasis nach möglichst vielen Stimmen für strategische Mehrheiten streben. Ihre politische Rhetorik und werbende Selbstdarstellung stützt sich dabei auf den Anspruch, schichtübergreifend und weltanschaulich verbindend breite Wählerschichten in sich aufzunehmen und in ihrer Interessenvielfalt ausgleichend vertreten zu wollen.“
Laut einer zitierten Definition der Bundeszentrale für politische Bildung (bpb) (Stand 2011) ist eine Volkspartei ein „Typ einer politischen Partei, die mit ihrem Programm nicht nur begrenzte Interessengruppen anspricht und deshalb Anhänger und Wähler in allen Bevölkerungsschichten hat. Gegensatz: Interessenpartei, z. B. Arbeiterpartei.“
Die Bezeichnung Volkspartei für diesen Parteitypus ist nur in Deutschland gebräuchlich. In Österreich und in der Schweiz ist der Begriff besetzt, denn es gibt bedeutende Parteien, die Volkspartei im Namen führen (Österreichische Volkspartei, Schweizerische Volkspartei, Christlichdemokratische Volkspartei). In Österreich nennt man ÖVP und Sozialdemokraten traditionell Großpartei, in der Schweiz gibt es den Begriff Bundesratspartei für Parteien, die in der Landesregierung vertreten sind; diese sind auch die eher größeren Parteien.
Verwandt, aber nicht vollständig deckungsgleich sind die englischen Begriffe catch-all party (Otto Kirchheimer verwendete sinngemäß auch den deutschen Begriff „Allerweltspartei“) oder auch big tent party.

## Entstehung
In einigen westlichen Demokratien sind sogenannte Volksparteien im Laufe des 20. Jahrhunderts entstanden, indem sich bestehende Parteien einem breiteren Wähler- bzw. Mitgliederspektrum geöffnet haben, daneben auch durch Zusammenschluss kleinerer politischer Gruppierungen. Beispiele hierfür sind in Deutschland die CDU/CSU, die sich von Anfang an als überkonfessionelle Volkspartei verstand (im Unterschied zum katholischen Zentrum), sowie die SPD, die sich durch das Godesberger Programm von der Interessenpartei der Arbeiterschaft zur Volkspartei wandelte, indem sie sich z. B. erstmals ausdrücklich auch an Christen und Kleinunternehmer wandte. Als Beispiel für die Bildung einer Volkspartei durch den Zusammenschluss mehrerer kleinerer Parteien (bei gleichzeitiger Öffnung für eine breitere Wählerschaft) kann die Sozialistische Partei in Frankreich gelten.
Den Anstoß für die Entwicklung zur Volkspartei gab in der Regel das Ziel, die Aussichten im politischen Konkurrenzkampf der Parteien zu verbessern und insbesondere bei Wahlen ein größeres Stimmenpotenzial zu erschließen.

## Funktionale Merkmale
Ein wesentliches Merkmal sogenannter Volksparteien ist die regelmäßige Teilnahme an Wahlen mit dem Ziel, politische Ämter mit Parteimitgliedern zu besetzen und Legitimität für die Ausübung politischer Herrschaft zu erhalten. Volksparteien sind somit zugleich Träger und Nutznießer des demokratisch-repräsentativen Systems.
Auch bezüglich der Mitgliederstruktur streben Volksparteien eine möglichst breite Mitgliederbasis an, in der möglichst viele soziale Schichten der Bevölkerung vertreten sind.
Um für einen möglichst großen Teil der Wählerschaft wählbar zu sein, verfolgen Volksparteien weder eine spezifische Interessenpolitik für eine bestimmte Schicht oder Klasse der Bevölkerung noch den Anspruch auf die Umsetzung einer klar formulierten politischen Ideologie. Damit vermeiden sie, für Wähler mit anders gelagerten Interessen oder Normen von vornherein als unwählbar zu erscheinen. Eine gewisse ideologische Grundausrichtung ist jedenfalls nicht mehr die einzige, sondern allenfalls eine mögliche Grundlage politischer Entscheidungen. Zentral ist der Ausgleich teils sich widersprechender Interessen bei oft komplexen Themen im Rahmen einer Konsensfindung.
Aufgrund der gegebenen heterogenen Wähler- und Mitgliederschaft sowie der strategischen Ausrichtung auf die breite Mehrheit der Bevölkerung ist die Politik der Volksparteien in der Regel eine Politik des Ausgleichs, die den Kompromiss zwischen den verschiedenen gesellschaftlichen Interessen sucht. Aufgrund des Wettbewerbs sind programmatische oder weltanschauliche Unterschiede zwischen mehreren Volksparteien in einem Land mitunter gering; das Hauptziel ist jeweils, bei den Wahlen die Regierungsmehrheit zu erhalten.
Nach Ansicht von Bundeskanzler Olaf Scholz kommt es bei der Bezeichnung „Volkspartei“ nicht mehr auf die breite Mitgliederbasis an, sondern um den parteiinternen Willen, das Volk zu vereinen. Dies schließe nach Ansicht von Scholz Parteien aus, die das Volk „spalten wollen“ würden. Nach dieser Definition sind auch kleiner Parteien von unter 10 % Wählervotum oder sogar Parteien an der Grenze der 5 %-Hürde noch „Volksparteien“, wenn sie mehrheitlich den richtigen Einigungswillen in sich tragen.

## Strukturelle Merkmale
Die Struktur der Volksparteien ist gekennzeichnet durch eine starke Parteiführung, die von Mitgliedern und Anhängern weitgehend unabhängig ist, und durch den geringen Einfluss des einzelnen Parteimitglieds, das aufgrund einer in viele Ebenen differenzierten Organisation wenig Kontakt zur Parteiführung hat. Dies sowie die nur gering ausgeprägte interessenpolitische und ideologische Ausrichtung führt dazu, dass die Identifikation und Loyalität der Anhängerschaft gegenüber der Partei im Vergleich mit anderen Parteitypen eher gering ist. Zwar sind Volksparteien in der Regel die mitgliederstärksten Parteien; dem steht jedoch eine hohe Zahl von Parteiwechseln und -austritten gegenüber.

## Normativer Gehalt des Begriffs „Volkspartei“
Neben der Verwendung des Begriffs für einen bestimmten Typus politischer Parteien berührt der Begriff Volkspartei auch normative Aspekte.
Die Verwendung des Begriffs durch Parteien selbst beinhaltet den Anspruch, Partei für das ganze Volk zu sein bzw. die Interessen des ganzen Volkes zu vertreten. In der Bundesrepublik Deutschland diente der Begriff darüber hinaus in der politischen Auseinandersetzung, z. B. mit der Außerparlamentarischen Opposition und in ihrer Anfangsphase auch mit den Grünen, „den etablierten Parteien […] als Instrument der Legitimation und der Abgrenzung gegenüber solchen politischen Kräften, die gegen den Grundkonsens der Bonner Demokratie opponierten“. Mit der Verwendung des Begriffs Volkspartei zur (Selbst-)Legitimierung lassen sich auch Diskussionen über die Frage erklären, ob eine Partei (z. B. Die Linke in Ostdeutschland) den Status einer Volkspartei habe oder auch nicht, wobei mit der Charakterisierung einer Partei als Volkspartei ihr zugleich diese Legitimität zu- bzw. abgesprochen werden soll.
Aus parteienkritischer Perspektive (vgl. Guggenberger) steht der Begriff eben wegen des Bemühens, potenziell die gesamte Wählerschaft anzusprechen, für inhaltliche Beliebigkeit und ein nur noch auf Erwerb und Erhalt von Macht um ihrer selbst willen gerichtetes politisches Handeln im repräsentativen System.

## Kritik und Problematik
Die allgemeine Problematik bei Volksparteien besteht darin, dass sie durch eine Öffnung für eine sehr große Bandbreite von Ansichten und andererseits durch die Fixierungen auf (vermeintlich) mehrheitsfähige und populäre Themen und Lösungswege an Profil verlieren. Letzteres hat vor allem bei der dominierenden Rolle von zwei Volksparteien (wie sie meist anzutreffen ist) Auswirkungen. Durch den Versuch, eine möglichst große Wählerklientel (vor allem in der politischen Mitte) anzusprechen (siehe auch Medianwählermodell), verwischen die programmatischen Unterschiede zwischen den zwei Volksparteien immer mehr.
Das hat oft zur Folge, dass sich viele traditionelle Wähler, die eher am äußeren Rand des Spektrums der jeweiligen Volkspartei stehen, von ihr nicht mehr vertreten sehen und sich anderen Parteien zuwenden, die die jeweilige Programmatik deutlicher vertreten bzw. vertreten können, da sie nicht den Anspruch einer Volkspartei haben. Daher birgt die Herrschaft von größeren Volksparteien auch immer die Gefahr von Zersplitterung der Parteienlandschaft in sich.
Ferner sind Volksparteien kaum geeignet, Minderheiten in das politische System zu integrieren, die gegenüber der Mehrheit der Wählerschaft grundlegend andere Interessen und/oder Werte haben. Dies kann zur Entfremdung von Teilen der Bürgerschaft gegenüber dem bestehenden politischen System führen, aber auch zur Entstehung neuer Parteien, die zumindest vorübergehend weniger das Ziel einer möglichst breiten Zustimmung als vielmehr das einer deutlichen Artikulation der Anhängerschaft verfolgen. Beispielhaft für die damit verbundene Kritik am (Volks-)Parteiensystem ist die Entstehung der Grünen in der alten Bundesrepublik und der Alternative für Deutschland in jüngerer Zeit.
Eine teilweise geäußerte Kritik ist auch, dass der Öffnung für alle Wählerschichten ein Einflussgewinn einzelner Interessengruppen auf die Partei gegenüberstände. Als Beispiel wird dabei u. a. die Zuwendung von SPD (und zunehmend auch SPÖ) zu wirtschaftsnahen und neoliberalen Positionen angegeben.

## Deutschland

### Überblick
In Deutschland gab es vor 1945 keine Volksparteien; jede Partei verstand sich als Partei für eine abgegrenzte Wählergruppe: Die SPD war eine Klassenpartei der Arbeiter, das Zentrum religiös gebunden (an die Katholische Kirche), die Deutsche Volkspartei eine Partei des protestantischen Großbürgertums und Großindustrie. Der NSDAP wird aufgrund der heterogenen sozialen Zusammensetzung der Wählerschaft, die sich aus nahezu allen gesellschaftlichen Gruppen einschließlich der Arbeiterschaft zusammensetzte, der Charakter einer Volkspartei zugeschrieben. Der Politikwissenschaftler Jürgen W. Falter nennt sie eine „Volkspartei des Protests“.
Die heutigen deutschen Volksparteien, SPD und CDU, sind von ihrer historisch-programmatischen Tradition abgegangen. Die SPD versteht sich seit dem Godesberger Programm nicht mehr ausschließlich als Arbeiterpartei. Die CDU als teilweiser Nachfolger des katholischen Zentrums ist in ihrem Handeln nur noch begrenzt katholisch oder christlich beeinflusst. Dies gilt jedoch nicht für ihre bayerische Schwesterpartei CSU, die sich tiefer im Christentum, besonders im Katholizismus, verortet und in ihrer Programmatik stärker vom Konservatismus geprägt ist.
Im Hinblick auf Die Linke wird diskutiert, ob es sich hierbei beziehungsweise bei der Vorgängerpartei PDS (begrenzt auf Ostdeutschland) um eine Volkspartei handle. Hierfür spricht die relative Stärke ihrer Wähler- und Anhängerschaft im Vergleich mit SPD und CDU zumindest auf regionaler Ebene. Dem können jedoch die deutlich stärkere ideologische Prägung und Ausrichtung auf Gruppeninteressen entgegengehalten werden. Die Linke selber sieht sich als die „Partei der kleinen Leute“.
Der Historiker Paul Nolte sagte in einem Interview, ein Fünf-Parteiensystem stelle nicht das Ende der Volksparteien, sondern ihre Vermehrung dar. Sowohl für Linkspartei als auch für die Grünen stelle „der integrative Moment eine ganz starke Tendenz dar. In ihrer Milieugebundenheit und aufgrund eines stark moralisch gefärbten Zuspruchs gelingt ihnen schon seit langem die Integration von Besserverdienenden und Nichtverdienenden, von Linken und Konservativ-Bürgerlichen“. Für Ulrich von Alemann sind die Grünen noch nicht Volkspartei, sind aber auf dem Weg dahin. Diese Bezeichnung ist innerhalb der Partei selbst umstritten: Winfried Kretschmann hat die Partei so bezeichnet, Jürgen Trittin ist gegen eine solche Benennung.

### Entstehung innerhalb Deutschlands
Es existieren zwei verschiedene Ansätze, die die Entwicklung von einer Massenpartei, wie sie zur Zeit der Industrialisierung entstanden ist, hin zu einer Volkspartei erklären.

#### Positiver Konsens
Der positive Konsens nach Otto Kirchheimer geht davon aus, dass nach dem Ende des Zweiten Weltkriegs in der Bundesrepublik Deutschland die soziale Basis der Parteien durch einen Wertewandel und die Änderung der sozialen Struktur weggefallen ist. Die Basis der Massenintegrationsparteien SPD und Zentrum bestand fast ausschließlich aus Arbeitern und Katholiken und war dadurch verhältnismäßig scharf begrenzt. Arbeiterfamilien wählten dadurch ausschließlich die SPD, weil sie die einzige Partei war, die deren Interessen vertreten konnte und wollte. Die Bindung an die Partei war somit äußerst stark und es ergab sich die Konsequenz, dass die Wähler schon allein aus traditionellen Gründen immer „ihrer“ Partei treu blieben.
Dieses wandelte sich nach Kirchheimer, weil die Arbeiterklasse sich nun selbst mit Aufkommen der Sozialen Marktwirtschaft veränderte. Die klassenspezifische Form des Arbeiters in der Großfabrik nahm zahlenmäßig immer weiter ab und wurde ersetzt durch mehr Beamte, Angestellte und Facharbeiter mit guter Qualifikation. Diese sind immer weniger bereit, sich fest an eine bestimmte Partei zu binden. Vielmehr zählen die erwartete Kompetenz einer Partei und Werte wie Glaubwürdigkeit der Kandidaten.
Mit diesen soziostrukturellen Änderungen ergab sich eine Schwächung der Konfliktlinien (Cleavages), die den ideologischen Klassenkampf des 19. und Anfang des 20. Jahrhunderts möglich machten. Die Soziale Marktwirtschaft stellt dabei den positiven Konsens dar, der alle Bevölkerungsschichten verbindet. Das gemeinsame Ziel ist ökonomischer Wohlstand und Konsum für jeden und ein jeder ist sich einig, dass es dafür nur das eine legitime Mittel der Sozialen Marktwirtschaft geben kann. Die Schwächung der Konfliktlinien führte zum Wegfall der Basis der Massenparteien und schließlich zum Konzept der Volkspartei.
Kirchheimer argumentiert, dass es daneben noch weitere Konditionen für die Entwicklung zur Volkspartei gibt.
- Erstens können sich nur große Parteien, die noch dazu in großen Demokratien agieren, zu Volksparteien entwickeln.[16]
- Daneben ist dabei die Notwendigkeit zur Transformation zu nennen. Eine Partei, die trotz eines Charakters, der nicht der Volkspartei entspricht, permanent Wahlerfolge verzeichnen kann und sich an ihrer Basis nichts ändert, wird keine Gründe sehen, ihr Vorgehen zu verändern.[17] Parteien agieren nach Kirchheimer somit rational.
- Außerdem erschwert ein Parteisystem mit vielen Parteien, die alle spezielle Kernpunkte vertreten, die Entwicklung zur Volkspartei. Diese vielen kleineren Parteien decken ihre besonderen Schlüsselforderungen ab, ohne auf andere Positionen eingehen zu müssen. Der Erfolg für eine Volkspartei wird dabei schwieriger, weil es ihr kaum möglich ist, Stammwähler dieser Parteien abzuziehen.[18]

Entsteht nun aber eine Volkspartei aufgrund des genannten positiven Konsens und der damit verbundenen Entideologisierung der Partei und verzeichnet diese Wahlerfolge, werden andere Parteien die Transformation imitieren, um so auch zu größerem Wahlerfolg zu kommen. Zitiert nach Kirchheimer:

„Die Umwandlung zu Allerweltsparteien ist ein Phänomen des Wettbewerbs. Eine Partei neigt dazu, sich dem erfolgreichen Stil ihres Kontrahenten anzupassen, weil sie hofft, am Tag der Wahl gut abzuschneiden, oder weil sie befürchtet, Wähler zu verlieren.“

#### Negativer Konsens
Der negative Konsens nach Gordon Smith geht von den Erfahrungen der Weimarer Republik und dem geteilten Nachkriegsdeutschland aus, um die Entstehung der Volksparteien zu erklären. Demnach wird argumentiert, dass sich nach dem Scheitern der Demokratie in Weimar und dem darauf folgenden Zweiten Weltkrieg ein Konsens in Deutschland gebildet hat, der Ideologien ablehnt.
Die Ursache für das Ende der Weimarer Demokratie wird in den antidemokratischen Ideologien von Rechts wie von Links gesehen. Der ideologische Kampf gegen den drohenden Kommunismus nach dem Krieg und die Teilung Deutschlands verschärften die Vorbehalte gegen linke Ideologien weiter. Aus diesen Gründen setzten sich die weitgehend ideologiefreien Volksparteien, die politisch zur Mitte hin tendieren, in der Bundesrepublik durch. Damit wird indirekt argumentiert, dass Volksparteien ein rein deutsches Phänomen seien.

### Entwicklung seit 1990
In den letzten Jahren ist eine zunehmende Schwäche der großen Volksparteien zu verzeichnen. Dies lässt sich an den zurückgehenden Mitgliederzahlen ablesen. Am stärksten ist dieser Mitgliederrückgang bei der SPD. Sie musste von 1990 bis Dezember 2010 einen Mitgliederverlust von knapp 47 Prozent hinnehmen. Zudem haben sich die Rahmenbedingungen für Volksparteien verändert. Eine Erosion von Parteibindungen und Loyalitäten ist zu verzeichnen. Die sozialen Milieus des westdeutschen Parteiensystems – im ostdeutschen waren sie kaum vorhanden –, die Parteiidentifikation vermittelten, lösen sich seit Jahrzehnten auf. Durch Wandlungen der Erwerbsstrukturen, Bildungsexpansion und den Wertewandel haben sich diese in den letzten Jahren auf ihren Kern reduziert. Auch wenn bei der Bundestagswahl 2005 noch 60 Prozent der Arbeiter mit Gewerkschaftsbindung die SPD und 75 Prozent der Katholiken mit Kirchenbindung die CDU/CSU gewählt haben, so machen diese Kernmilieus nur noch wenig mehr als zehn Prozent der Gesamtwählerschaft beider Parteien aus. Zudem hat der Wertewandel den Trend zur Individualisierung der Gesellschaft verschärft. Parteien als kollektive Organisationen, die programmatisch auf den Gesamtnutzen abzielen, steht die individuelle Nutzenmaximierung entgegen.
Bei der Bundestagswahl 2013 kam es allerdings wieder zu einem erheblichen Anstieg der Stimmenanteile beider deutscher Volksparteien (von 56,8 % im Jahr 2009 auf 67,2 % 2013). Bereits bei der Bundestagswahl 2017, als erstmals auch die Alternative für Deutschland (AfD) in den Bundestag einzog, fiel das Wahlergebnis der Volksparteien jedoch mit nur 53,4 % wieder auf einen historischen Tiefststand. Die anschließende beim Wähler wie bei den Parteien ungeliebte große Koalition reduzierte den Stimmenanteil von Union und SPD bei der Europawahl im Mai 2019 erneut, auf nur noch 44,7 %. Im Jahr 2021 verzeichneten die beiden großen Volksparteien einen kumulierten Zweitstimmenanteil von 49,8 % bei der Bundestagswahl 2021.
Bei der Bundestagswahl am 23. Februar 2025 kamen nur noch die CDU und die AfD auf einen Stimmenanteil von über 20 %. Reichelt bezeichnete daraufhin die AfD als eine Volkspartei des Ostens, die so gefestigt ist, wie es früher einmal SPD und CDU im Westen waren.

## Andere Länder
In Österreich gibt es mit der SPÖ und der ÖVP ähnlich wie in Deutschland eine große sozialdemokratische und eine große christdemokratische Volkspartei. Zusätzlich hat sich, insbesondere seit deren Regierungsbeteiligung, die rechtspopulistischen FPÖ zunehmend zur dritten Volkspartei Österreichs entwickelt. Die Politik Südtirols wird maßgeblich von der Südtiroler Volkspartei (SVP) gestaltet, die von 1948 bis 2013 über die absolute Mehrheit im Südtiroler Landtag verfügte. Die SVP verdankt ihren politischen Erfolg vor allem dem tiefgehenden Wunsch der vorwiegend deutschsprachigen Bevölkerung Südtirols nach Autonomie gegenüber Italien.
Im Falle der Vereinigten Staaten kann man die beiden großen Parteien Demokratische Partei (eher links) und Republikanische Partei (eher rechts) als Volksparteien bezeichnen.